# La Chapelle-sous-Dun
La Chapelle-sous-Dun – miejscowość i gmina we Francji, w regionie Burgundia-Franche-Comté, w departamencie Saona i Loara.
Według danych na rok 1990 gminę zamieszkiwało 506 osób, a gęstość zaludnienia wynosiła 59 osób/km² (wśród 2044 gmin Burgundii La Chapelle-sous-Dun plasuje się na 453. miejscu pod względem liczby ludności, natomiast pod względem powierzchni na miejscu 1010.).